# 莲峰镇 (永善县)
莲峰镇，是中华人民共和国云南省昭通市永善县下辖的一个乡镇级行政单位。

## 行政区划
莲峰镇下辖以下地区：
莲峰村、南林村、新店村、狮田村、米田村、六井村、后山村、黑寨村、大荡村、万和村、和平村、松田村、文潭村和官寨村。